# Legesteige
Eine Legesteige ist ein Verpackungs- und Vertriebsmedium für Obst. Es handelt sich dabei um einen Pappkarton, der mit einer oder mehreren Kunststoff- oder Pappschale(n) ausgelegt ist. Diese sind für die Einlegung der jeweiligen Früchte (typischerweise Äpfel und Kiwis) entsprechend vorgeprägt. Je nach Anzahl der Lagen von Früchten gibt es ein- und mehrlagige Legesteigen. Im Einzelhandel kann das Obst vom Kunden direkt aus der Legesteige einzeln entnommen und abgepackt werden, im Gegensatz etwa zum Girsack. 